# Svenska kryptobedrifter

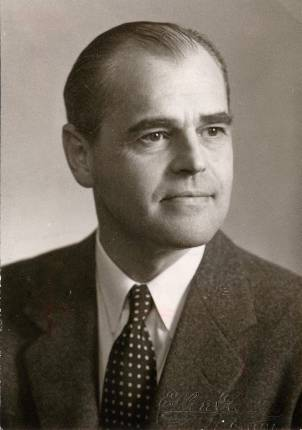
Arne Beurling på 1940-talet.

Svenska kryptobedrifter, av Bengt Beckman, gavs ut 1996 på Albert Bonniers Förlag. 
Boken, som är på 289 sidor, beskriver svensk kryptologis historia. Framförallt lyfter boken i del 2 fram matematikern Arne Beurling och hans insatser för att knäcka G-skrivaren, den tyska kryptoapparaten, under andra världskriget. 
Boken var länge otillgänglig på grund av att upplagan var slutsåld. Efter påtryckningar gav förlaget under 2006 ut en pocketversion av boken på 319 sidor.

## Utgåvor och översättningar
- Beckman, Bengt (1996). Svenska kryptobedrifter: [med en beskrivning av hur Arne Beurling knäckte den tyska chiffertrafiken]. Stockholm: Bonnier. Libris 7149514. ISBN 9100562297
- Beckman, Bengt; Widman Kjell-Ove (2006). Svenska kryptobedrifter: Hur Arne Beurling knäckte den tyska chiffertrafiken. Bonnier pocket, 99-0307595-2 ([Ny utg.]bearbetning av Kjell-Ove Widman). Stockholm: Bonnier. Libris 10010516. ISBN 9100106194
- Beckman, Bengt; Widman Kjell-Ove (2002) (på engelska). Codebreakers: Arne Beurling and the Swedish crypto program during World War II. Providence, R.I.: American Mathematical Society. Libris 8631441. ISBN 0821828894
- Beckman, Bengt; Ancona Clemente (2005) (på italienska). Codici cifrati: Arne Beurling e la crittografia nella II guerra mondiale. Milano: Springer. Libris 10006400. ISBN 8847003164
- Beckman, Bengt; Widman Kjell-Ove (2006) (på tyska). Arne Beurling und Hitlers Geheimschreiber: schwedische Entzifferungsfolge im 2. Weltkrieg. Berlin: Springer. Libris 10101186. ISBN 9783540237204